# امیر کاظمی
امیر کاظمی (زادهٔ ۱۹ آبان ۱۳۶۹) بازیگر اهل ایران است. از نقش‌های قابل توجهش می‌توان به مجموعه‌های تلویزیونی شمعدونی (۱۳۹۴)، لیسانسه‌ها (۱۳۹۵–۱۳۹۶) و دنباله‌اش فوق لیسانسه‌ها (۱۳۹۸) و روزی روزگاری مریخ (۱۴۰۱) اشاره کرد.

## زندگی و حرفه
امیر کاظمی در ۱۹ آبان ۱۳۶۹ در تهران به دنیا آمد. او یک برادر کوچک‌تر دارد. کاظمی پیش از آغاز بازیگری، عضو تیم ملی اسکیت بود. او در کلاس‌های اسکیت ثبت‌نام کرد و در ۱۲ سالگی، به تیم ملی اسکیت دعوت شد، اما به دلیل سختی تمرینات، آن را رها کرد. او در رشتهٔ نمایش به تحصیل پرداخت اما به دلیل غیبت‌های مکرر از دانشگاه اخراج شد. او بار دیگر در دانشگاه ثبت‌نام کرد، اما به‌دلیل مشغله‌های کاری تحصیل خود را ادامه نداد.
کاظمی در سال ۱۳۹۱ با بازیگر و کارگردان تئاتر، مهتاب محسنی، ازدواج کرد. آن‌ها در حیاط دانشگاه تهران با یکدیگر آشنا شده بودند.
او بازیگری را در نوجوانی با سریال کتاب‌فروشی هدهد ساختهٔ مرضیه برومند آغاز کرد. در ۱۸ سالگی یکی از نقش‌های اصلی سریال همه بچه‌های من ساختهٔ مرضیه برومند را بازی کرد. وی برای بازی در مجموعه تلویزیونی لیسانسه‌ها به کارگردانی سروش صحت نامزد دریافت جایزه حافظ بهترین بازیگر کمدی سال از جشن حافظ شد. او همچنین سابقه اجرای برنامه‌های تلویزیونی را هم در کارنامه خود دارد.

## فیلم‌شناسی

### تلویزیون

#### بازیگری
| سال  | نام مجموعه             | کارگردان                     | شبکه     |
| ---- | ---------------------- | ---------------------------- | -------- |
| ۱۴۰۳ | لمندگان                | محمد صادق بکتاشیان           | شبکه دو  |
| ۱۴۰۰ | همبازی                 | سروش محمدزاده                | شبکه دو  |
| ۱۳۹۹ | با خانمان              | برزو نیک‌نژاد                 | شبکه سه  |
| ۱۳۹۸ | سرگذشت (اپیزود نشانچی) | سید جمال سید حاتمی           | شبکه یک  |
| ۱۳۹۸ | فوق لیسانسه‌ها)فصل سوم  | سروش صحت                     | شبکه سه  |
| ۱۳۹۸ | به رنگ خاک             | حسن لفافیان و سید محسن یوسفی | شبکه یک  |
| ۱۳۹۶ | محکومین (اپیزود دریا)  | سید جمال سید حاتمی           | شبکه یک  |
| ۱۳۹۶ | لیسانسه‌ها (فصل دوم)    | سروش صحت                     | شبکه سه  |
| ۱۳۹۵ | لیسانسه‌ها (فصل اول)    | سروش صحت                     | شبکه سه  |
| ۱۳۹۵ | گشت ویژه               | مهدی رحمانی                  | شبکه یک  |
| ۱۳۹۴ | شمعدونی                | سروش صحت                     | شبکه سه  |
| ۱۳۹۳ | هفت‌سنگ                 | علیرضا بذرافشان              | شبکه سه  |
| ۱۳۹۲ | خواب بلند              | احمد کاوری                   | شبکه سه  |
| ۱۳۹۲ | زمانی برای عاشقی       | محمدحسین لطیفی               | شبکه پنج |
| ۱۳۹۰ | خانه اجاره ای          | رامین ناصرنصیر و شاهد احمدلو | شبکه سه  |
| ۱۳۹۰ | وضعیت سفید             | حمید نعمت‌الله                | شبکه سه  |
| ۱۳۸۹ | اینجا تهران است        | آرش معیریان                  | شبکه پنج |
| ۱۳۸۷ | همه بچه‌های من          | مرضیه برومند                 | شبکه یک  |
| ۱۳۸۵ | کتاب‌فروشی هدهد         | مرضیه برومند                 | شبکه سه  |

### نمایش خانگی
| سال  | نام مجموعه               | کارگردان                         |
| ---- | ------------------------ | -------------------------------- |
| ۱۴۰۲ | اسکار                    | مهران مدیری                      |
| ۱۴۰۲ | تی‌ان‌تی                   | حامد آهنگی                       |
| ۱۴۰۲ | مگه تموم عمر چندتا بهاره | سروش صحت                         |
| ۱۴۰۱ | روزی روزگاری مریخ        | پیمان قاسم‌خانی، محسن چگینی       |
| ۱۴۰۰ | جوکر                     | احسان علیخانی، سید حامد میرفتاحی |
| ۱۴۰۰ | جزیره                    | سیروس مقدم                       |
| ۱۴۰۰ | شب‌های مافیا              | سعید ابوطالب                     |

#### اجرا
| سال  | نام برنامه          | کارگردان    | شبکه     |
| ---- | ------------------- | ----------- | -------- |
| ۱۳۹۹ | بر خط شو (شهر بازی) | امیر اصانلو | شبکه پنج |
| ۱۳۹۱ | سپید پررنگ          | الهه بهبودی | شبکه دو  |
| ۱۳۸۸ | مثبت من             | نوید محمودی | شبکه پنج |

### تئاتر
- رقص روی لیوانها (مهتاب محسنی)
- زندانی خیابان دوم[۹] (مه‌لقا باقری) سالن استاد سمندریان - تماشاخانه ایرانشهر

## جوایز و نامزدی‌ها
| سال  | جایزه                                       | رده               | نتیجه    |
| ---- | ------------------------------------------- | ----------------- | -------- |
| ۱۳۹۶ | جشن حافظ                                    | بهترین بازیگر مرد | نامزدشده |
| ۱۳۹۷ | پنجمین جشنواره تلویزیونی جام جم (بخش مردمی) | بهترین بازیگر مرد | نامزدشده |